# Abdelkrim Benatiq
Abdelkrim Benatiq est un syndicaliste et homme politique marocain. Il est le fondateur du Parti travailliste en 2005 et son actuel secrétaire général. 
De 2017 à 2019, il est ministre délégué auprès du ministre des Affaires étrangères, chargé des Marocains résidant à l’étranger et des Affaires de la migration.

## Biographie
Il est né le 19 août 1959 à Rabat.
Titulaire d’un doctorat en droit de l'université Jean-Moulin-Lyon-III (France), il est aussi diplômé du Centre des études diplomatiques et stratégiques de Paris. Il est également titulaire d’un diplôme d'études supérieures (DESA) de l'Institut de gestion du personnel de Paris et d’un DEA en linguistique de l’université René-Descartes Paris-V-Sorbonne ainsi que d’une maîtrise en langue et littérature arabe de l'université Mohammed-V de Rabat.
Ancien cadre supérieur à la banque BNP Paribas BMCI et ancien conférencier au Centre des études diplomatiques et stratégiques de Paris, il est inscrit comme arbitre à l'autorité d'arbitrage et de médiation à la cour d'appel de Rabat et président du cabinet Arbitrage et Médiation-Rabat et du cabinet Global Investment à Lyon (France).
Abdelkrim Benatiq fait ses débuts au sein de l'Union socialiste des forces populaires (USFP) à et la Confédération démocratique du travail (CDT). Le 6 septembre 2000, il est nommé secrétaire d'État auprès du ministre de l'Économie sociale, des Petites et moyennes entreprises et de l'Artisanat dans le gouvernement el-Youssoufi II. Lors du remaniement du 23 juillet 2001, il devient secrétaire d'État au Commerce extérieur.
En 2005, il démissionne de l'Union socialiste des forces populaires pour se consacrer au projet de création de son propre parti, qui voit le jour à la fin de la même année sous le nom du Parti travailliste.
Le 5 avril 2017, il est nommé ministre délégué auprès du ministre des Affaires étrangères, chargé des Marocains résidant à l’étranger et des Affaires de la migration dans le gouvernement El Othmani.
Il est marié et père de deux enfants. Il est, selon les observateurs, réputé pour son pragmatisme et son sérieux.